# María José Jiménez Rodríguez
María José Jiménez Rodríguez (Castilleja de la Cuesta, Sevilla, 1973) es una matemática e investigadora española.

## Biografía y trayectoria
Estudió Matemáticas en la Universidad de Sevilla donde se licenció en 1996. Es Doctora en Matemáticas desde 2003 por la misma universidad donde presentó su tesis doctoral A[símbolo de infinito]-estructuras y perturbación homológica.
En 2016 pasó a ser Profesora Titular de Universidad de Sevilla del Área de Conocimiento de Matemática Aplicada, adscrita al Departamento de Matemática Aplicada I. Imparte las asignaturas de Procesamiento de imágenes digitales, Matemática Discreta y Visión por ordenador
Las áreas de interés en sus investigaciones son: la topología combinatoria, complejos celulares, aplicaciones de homología persistente, análisis de datos topológicos, análisis de imágenes biológicas.
Pertenece al grupo andaluz de investigación Combinatorial Image Analysis (CIMA), con el objetivo de aportar avances en topología computacional desde un punto de vista teórico junto con aplicacionse que incluyen -entre otras- aplicaciones de visión por ordenador y el estudio de redes neuronales en el contexto de la topología, relacionando estas áreas.
Mª José Jiménez colabora en actividades como Café con Ciencia, la Noche Europea de l@s Investigador@s o Pint of Science. Además, desde 2016 forma parte del equipo de divulgación científica Científicas, presente, pasado y futuro, un proyecto de representación teatral para dar visibilidad a las mujeres que lucharon a lo largo de la historia por hacerse un hueco en los campos científicos y de investigación. Jiménez interpreta a la científica y actriz Hedy Lamarr, junto a sus compañeras científicas Isabel Fernández Delgado (Hipatia), Clara Grima Ruiz (Rosalind Frankiln) Mª Carmen Romero Ternero (Ada Lovelace) y Adela Muñoz Páez (Marie Curie). Explican en palabras sencillas los logros y las dificultades que tuvieron en sus vidas estas científicas, además de rendirles un homenaje e incentivar al público escolar de 8 a 14 años a que se animen a estudiar ciencias y seguir una carrera científica. En sus propias palabras, su deseo científico es "Que las niñas no se pongan límites a la hora de pensar en su futuro".

## Obras
Mª José Jiménez asiste a numerosos congresos, publica artículos en revistas nacionales e internacionales, es autora y coautora de varios libros entre los que están:
- Jiménez, María-José, Sobre la computabilidad de la homología de Hochschild y Cíclica...

- Monereo-,Soler;Monereo-,Soler; Álvarez-Solano, Víctor;Jiménez, María-José; Un algoritmo de cálculo de los generadores de la construcción bar de un álgebra conmutativa

## Premios y reconocimientos
Por su trabajo de divulgación e integrante de  Científicas, presente, pasado y futuro, el equipo recibió varios premios.
- 2018: Premio del concurso internacional Ciencia y acción.[9]
- 2018: Premio Universidad de Sevilla a la divulgación científica.[10]
- 2017: Premio Equit@t 2017 de la Universitat Oberta de Cataluña.[11]